# بلانچ ویلر ویلیامز
بلانچ ویلر ویلیامز (انگلیسی: Blanche Wheeler Williams; ۹ ژانویهٔ ۱۸۷۰ – ۹ دسامبر ۱۹۳۶) انسان‌شناس، باستان‌شناس، و آموزگار اهل ایالات متحده آمریکا بود. بلانچ باستان‌شناس و معلمی بود که بیشتر به خاطر کارش در ایستموس ایراپترا و اکتشافاتش در گورنیا با همکاری هریت بوید هاوز شناخته می‌شود. او در کالج اسمیت آموزش دید و تا زمان حفاری‌های باستان‌شناسی کرت در سال‌های ۱۹۰۰ و ۱۹۰۱ به عنوان معلم در مدرسه مقدماتی کار کرد. ویلیامز در سال ۱۹۰۴ ازدواج کرد و پس از همکاری در نشریه ای در سال ۱۹۰۸ به این رشته بازنگشت، اگرچه او زندگی‌نامه عمه خود را نوشت و در کتاب سفر شوهرش کمک کرد.

## زندگی
بلانچ امیلی ویلر در ۹ ژانویه ۱۸۷۰ در کنکورد، ماساچوست  به دنیا آمد. اجداد او شامل زائران مستعمره پلیموث و مستعمرات اولیه نیوانگلند هستند. او در جوانی با مادربزرگش ارتباط نزدیکی داشت که ویلیامز را با روشنفکران برجسته ای از جمله رالف والدو امرسون، هنری دیوید ثورو و آموس برونسون آلکات آشنا کرد. ویلیامز در سال ۱۸۹۲ از کالج اسمیت فارغ‌التحصیل شد و در آنجا هنر باستان، باستان‌شناسی، زبان یونانی، لاتین، طراحی و نقاشی را مطالعه کرد. او در آنجا با هریت بوید دوست شد که دوست و همکار صمیمی در باستان‌شناسی شد. 

## حرفه
ویلیامز لاتین، یونانی، و انگلیسی را برای دهه بعد در مدرسه ویلر عمه اش در پراویدنس، رود آیلند تدریس کرد. او با شاگردانش تورهای اروپا را برگزار کرد و چندین دوره تعطیلات را گذراند. بین سال‌های ۱۸۹۸ و ۱۸۹۹، او به همراه بوید و یکی از فارغ‌التحصیلان اسمیت به یونان و ایتالیا سفر کرد. 
کشف مقبره در عصر برنز در کاوسی، کرت، و ارائه او به مؤسسه باستان‌شناسی آمریکا، انجمن کاوش‌های آمریکا را بر آن داشت تا بودجه کاوش‌های بعدی او را در سال‌های ۱۹۰۱ و ۱۹۰۳ تأمین کند. ویلیامز به سفرهای کاوشی بوید در سال ۱۹۰۱ ملحق شد. ان‌ها سایت کاوسی را به مقصد آوگوی شرقی ترک کردند. متناسب با آموزش آنها، بوید کار میدانی را در گودال‌های آزمایشی و اندازه‌گیری‌ها انجام داد در حالی که ویلیامز نقشه‌ها و اکتشافات را ترسیم می‌کرد.
حفاری آنها به دلیل باران بهاری به تأخیر افتاد. به دنبال راهنمایی یک کشاورز محلی، آنها شروع به حفاری در گورنیا کردند و یک مجموعه باستانی مینوسی را کشف کردند. کشف قطعات گلدان و مصنوعات برنزی آنها جای خود را به معماری، مانند دیوارهای خانه و جاده سنگفرش داده‌است. آنها در مورد این یافته به انجمن اکتشاف آمریکا گفتند و نیروی کار آنها از ۴۰ به ۱۱۰ کارگر در یک هفته افزایش یافت که پیچیدگی حفاری به کارگردانی بوید را افزایش داد. آنها صدها شیء را پیدا کردند و ویلیامز مهم‌ترین یافته‌های آنها، معمولاً گلدان‌ها را به تصویر کشید.
این رویداد برای ویلیامز که مکرراً در مورد حفاری در خط مقدم باستان‌شناسی برای دانش آموزانش نامه می‌نوشت از اهمیت زیادی برخوردار بود. این تنها سال حفاری او بود، زیرا کار میدانی بیشتر به مدت دو سال به تعویق افتاد. حفاری چندین سال بعد با یافتن بیش از ۶۰ خانه، یک میدان مرکزی و یک قصر کوچک در شهر به پایان رسید. 
ویلیامز ضمیمه تک نگاری گورنیا را نوشت. بخش او بر اهمیت الهه طبیعت در آیین مینوی تمرکز دارد. نقش خدایان زن در کرت مینوی یک نقطه کانونی مورد توجه در این مکان بوده‌است، و ویلیامز در مورد یک بت زن سفالی که در زیارتگاهی در نزدیکی بالای تپه در گورنیا یافت شد مقاله ای نوشت. ویلیامز پیشنهاد کرد که الهه طبیعت و زنان مینوی از اهمیت اجتماعی بالایی در فرهنگ برخوردار هستند و ادعاهای خود را با ارجاع به جین الن هریسون تقویت کرد.  کمک‌های ویلیامز همچنین گلدان‌های سنگی و سنگ‌های مهر را پوشش می‌دهد. کتاب او مورد تحسین جامعه باستان‌شناسی قرار گرفت. 
ویلیامز در سال ۱۹۰۴ با واردکننده فرش شرقی بوستون، امیل فرانسیس ویلیامز ازدواج کرد. شوهرش همچنین انواع چینی جمع‌آوری می‌کرد و یک گیاه‌شناس آماتور بود. او کار خود را در مدرسه ویلر رها کرد و با بوید که به کار خود در کرت ادامه می‌داد مکاتبه داشت. در حالی که ویلیامز پس از سفرهای کاوشی گورنیا به باستان‌شناسی بازنگشت، او بعداً به شوهرش در کتاب سفر فرانسوی‌اش کمک کرد و زندگی‌نامه عمه‌اش را نوشت.

## درگذشت
ویلیامز در ۹ دسامبر ۱۹۳۶ در کمبریج، ماساچوست درگذشت. او هیچ‌گاه بچه دار نشد.  کالج اسمیت پس از مرگ او ده‌ها مورد از دارایی‌های او را دریافت کرد که بیشتر آن‌ها برنز و ظروف چینی از چین و کره بودند. برخی از اقلام در موزه هنر هاروارد و موزه هنرهای زیبا، بوستون به نمایش گذاشته شده بود، و پس از وصیت، در اواخر سال ۱۹۳۷ در گالری هنری اسمیت به نمایش گذاشته شد 